# 響け!わが歌
『響け!わが歌』（ひびけ!わがうた）は宝塚歌劇団のミュージカル作品。宝塚以外の公演では『美しき忍びの季節』（うつくしきしのびのきせつ）に改題している。星組公演。
宝塚公演の併演作品は『ファンシー・ゲーム』、その他・公演は『ニュー・ファンシー・ゲーム』。

## 解説
※『宝塚歌劇100年史（舞台編）』の宝塚大劇場公演のページを参照
忍者修行中の若者が、お家騒動のため、危機に陥った城に乗り込み、その城の若者と共に悪人をたおすという物語。
神出奇没、変幻自在の忍者を扱ったコメディ(喜劇)作品。
美しき忍びの季節では、悲劇作品。
忍者を主人公としている。

## あらすじ
※『宝塚歌劇100年史（舞台編）』の宝塚大劇場公演のページを参照
両親や兄弟を殺害した憎むべき敵・織田信長を討ち果たそうと忍術の修行に励む伊賀の忍者・小四郎は、悪人たちに乗っ取られようとしているのを助けるため、仲間である女忍者・城戸口の音羽らを伴って信州の雲隠れ城に赴く。

## 公演期間と公演場所
- 1980年8月14日 - 9月30日[2]（第一回・新人公演：9月5日[4]、第二回・新人公演：9月19日[4]）　宝塚大劇場
- 1980年12月4日 - 12月27日[5]（新人公演：12月16日[4]）　東京宝塚劇場

- 1981年5月1日 - 5月5日[6]　福岡市民会館
- 1981年5月7日 - 5月22日[6]　中津川、奈良、福山、備前、広島、柏、浜松、豊橋、多治見、青森、三沢、八戸、盛岡
- 1981年6月6日 - 6月28日[6]　一宮、小牧、横浜、西尾、諫早、菊池、大川、唐津、熊本、呉、岡山、北九州八幡、北九州小倉、飯塚、那覇、沖縄

## 主な配役（宝塚・東京）
※「（）」の人物は新人公演
- 小四郎 - 瀬戸内美八（宝塚(第一回)・東京：大浦みずき、宝塚(第二回)：日向薫）[4]
- 音羽 - 東千晃/月城千晴[7]（宝塚(第一回)・東京：愛原さゆ美、宝塚(第二回)：珠みゆき）[4]
- 小笹 - 上原まり/東千晃[7]（宝塚(第一回)・東京：貴久香、宝塚(第二回)：宝城さゆり）[4]

## 主な楽曲
- 忍び歌(響け！わが歌)
- 風の旅人(美しき忍びの季節)

## 宝塚大劇場公演のデータ
形式名は「ミュージカル・コメディー」。20場。副題は「美しい忍びの季節」

### スタッフ（宝塚大劇場）
- 作・演出：菅沼潤[2]
- 作曲・編曲：吉崎憲治[8]
- 編曲：橋本和明[8]
- 音楽指揮：野村陽児[8]
- 振付[8]：花柳芳次郎、花柳禄春
- 殺陣：的場達雄[8]
- 装置：大橋泰弘[8]
- 衣装[8]：任田幾英、中川菊枝
- 照明：沢田祐二[9]
- 音響：松永浩志[9]
- 小道具：上田特市[9]
- 効果：坂上勲[9]
- 合唱指導：十時一夫[9]
- 演出助手[9]：谷正純、石田昌也
- 制作：久国高[9]